# The Entertainer (filme)
The Entertainer (bra: O Anfitrião ou Vida de Solteiro; prt: O Comediante) é um filme britânico de 1960, do gênero drama, dirigido por Tony Richardson, com roteiro de John Osborne e Nigel Kneale baseado na peça homônima do próprio Osborne.

## Produção
The Entertainer é uma reflexão séria sobre os sentimentos raivosos e cínicos que tomaram conta da Grã-Bretanha após a Segunda Guerra Mundial. O filme repudia produções anteriores, que mostravam a indústria do entretenimento como um longo desfile de felicidade e boa vontade.
O prestígio alcançado pelo filme foi tão grande que a 20th Century Fox chamou o diretor Tony Richardson a Hollywood para dirigir o desastroso Sanctuary, uma adaptação do único best-seller de William Faulkner.
The Entertainer é baseado na peça homônima de John Osborne, apresentada na Broadway noventa e sete vezes, entre fevereiro e maio de 1958. Laurence Olivier, Brenda De Banzie e Joan Plowright repetiram na tela grande os papéis que desempenharam no palco.
Pela sua atuação, Olivier recebeu uma indicação ao Oscar, a sexta das nove como Melhor Ator com que foi distinguido ao longo da carreira. Não à toa, Ken Wlaschin colocou The Entertainer entre os dez melhores de seus trabalhos no cinema.

## Sinopse
Archie Rice, decadente artista do terceiro time do music hall, não aceita sua condição e manipula -- e causa a ruína -- de todos que o cercam. Humilha a esposa Phoebe, alcoólatra como ele, e convence o filho Mick a se alistar no exército, somente para vê-lo morrer em Suez. Archie, cujo pai Billy Rice é um comediante lendário entre seus pares, retira-o da aposentadoria para um último trabalho, que poderia cobrir todas suas próprias dívidas e levá-lo ao estrelato.

## Premiações
| Patrocinador                                  | Prêmio      | Categoria                                                                                            | Situação                                                                            |
| --------------------------------------------- | ----------- | --- | ----------------------------------------------------------------------------------- |
| Academia de Artes e Ciências Cinematográficas | Oscar       | Melhor ator (Laurence Olivier)                                                                       | Indicado                                                                            |
| British Academy of Film and Television Arts   | BAFTA Award | Melhor ator britânico (Laurence Olivier) Melhor roteiro adaptado Revelação feminina (Joan Plowright) | Indicado[carece de fontes?] Indicado[carece de fontes?] Indicado[carece de fontes?] |
| New York Film Critics Circle Awards           | NYFCC       | Melhor ator (Laurence Olivier)                                                                       | 3.º lugar[carece de fontes?]                                                        |
| Festival de Cinema de Karlovy Vary            |             | Melhor ator (Laurence Olivier)                                                                       | Vencedor[carece de fontes?]                                                         |

## Elenco
| Ator/Atriz         | Personagem       |
| ------------------ | ---------------- |
| Laurence Olivier   | Archie Rice      |
| Brenda De Banzie   | Phoebe Rice      |
| Roger Livesey      | Billy Rice       |
| Joan Plowright     | Jean Rice        |
| Alan Bates         | Frank Rice       |
| Daniel Massey      | Graham           |
| Albert Finney      | Mick Rice        |
| Shirley Anne Field | Tina Lapford     |
| Thora Hird         | Ada Lipford      |
| Miriam Karlin      | Soubrette        |
| Geoffrey Toone     | Harold Hubbard   |
| MacDonald Hobley   | MacDonald Hobley |
| Anthony Oliver     | Entrevistador    |
| Max Bacon          | Charlie Klein    |
| George Doonan      | Eddie Trimmer    |